# Општина Чиколоапан (Мексико)
Чиколоапан (шп. Chicoloapan) општина је у Мексику у савезној држави Мексико. Општина се налази на надморској висини од 2253 м.

## Становништво
Према подацима из 2010. у општини је живело 175053 становника.

### Хронологија
| Година       | 2000                  | 2005                   | 2010                   |
| ------------ | --------------------- | ---------------------- | ---------------------- |
| Становништво | 77579 (38101 / 39478) | 170035 (83446 / 86589) | 175053 (85377 / 89676) |

### Попис
| \| \| м \| \| \| ж \| \| 0—2 \| 5.015 \| \| \| 4.957 \| \| 3—5 \| 5.773 \| \| \| 5.650 \| \| 6—11 \| 11.869 \| \| \| 11.364 \| \| 12—14 \| 5.349 \| \| \| 5.254 \| \| 15—17 \| 5.233 \| \| \| 4.986 \| \| 18—24 \| 9.532 \| \| \| 9.879 \| \| 60+ \| 3.696 \| \| \| 4.337 \| \| Просек : \| 27,4 \| \| \| 28,5 \| |        |  |  |        |
| |        |  |  |        |
| | м      |  |  | ж      |
| 0—2 | 5.015  |  |  | 4.957  |
| 3—5 | 5.773  |  |  | 5.650  |
| 6—11 | 11.869 |  |  | 11.364 |
| 12—14 | 5.349  |  |  | 5.254  |
| 15—17 | 5.233  |  |  | 4.986  |
| 18—24 | 9.532  |  |  | 9.879  |
| 60+ | 3.696  |  |  | 4.337  |
| Просек : | 27,4   |  |  | 28,5   |

| #   | Индикатор                                                                                        | Вредност |
| --- | ------------------------------------------------------------------------------------------------ | -------- |
| 1   | Становништво од 0 до 2 године                                                                    | 9972     |
| 2   | Мушко становништво од 0 до 2 године                                                              | 5015     |
| 3   | Женско становништво од 0 до 2 године                                                             | 4957     |
| 4   | Становништво са 3 и више година                                                                  | 163717   |
| 5   | Мушко становништво са 3 и више година                                                            | 79678    |
| 6   | Женско становништво са 3 и више година                                                           | 84039    |
| 7   | Становништво са 5 и више година                                                                  | 156149   |
| 8   | Мушко становништво са 5 и више година                                                            | 75864    |
| 9   | Женско становништво са 5 и више година                                                           | 80285    |
| 10  | Становништво са 12 и више година                                                                 | 129061   |
| 11  | Мушко становништво са 12 и више година                                                           | 62036    |
| 12  | Женско становништво са 12 и више година                                                          | 67025    |
| 13  | Становништво са 15 и више година                                                                 | 118458   |
| 14  | Мушко становништво са 15 и више година                                                           | 56687    |
| 15  | Женско становништво са 15 и више година                                                          | 61771    |
| 16  | Становништво са 18 и више година                                                                 | 108239   |
| 17  | Мушко становништво са 18 и више година                                                           | 51454    |
| 18  | Женско становништво са 18 и више година                                                          | 56785    |
| 19  | Становништво од 3 до 5 година                                                                    | 11423    |
| 20  | Мушко становништво од 3 до 5 година                                                              | 5773     |
| 21  | Женско становништво од 3 до 5 година                                                             | 5650     |
| 22  | Становништво од 6 до 11 година                                                                   | 23233    |
| 23  | Мушко становништво од 6 до 11 година                                                             | 11869    |
| 24  | Женско становништво од 6 до 11 година                                                            | 11364    |
| 25  | Становништво од 8 до 14 година                                                                   | 26044    |
| 26  | Мушко становништво од 8 до 14 година                                                             | 13256    |
| 27  | Женско становништво од 8 до 14 година                                                            | 12788    |
| 28  | Становништво од 12 до 14 година                                                                  | 10603    |
| 29  | Мушко становништво од 12 до 14 година                                                            | 5349     |
| 30  | Женско становништво од 12 до 14 година                                                           | 5254     |
| 31  | Становништво од 15 до 17 година                                                                  | 10219    |
| 32  | Мушко становништво од 15 до 17 година                                                            | 5233     |
| 33  | Женско становништво од 15 до 17 година                                                           | 4986     |
| 34  | Становништво од 18 до 24 године                                                                  | 19411    |
| 35  | Мушко становништво од 18 до 24 године                                                            | 9532     |
| 36  | Женско становништво од 18 до 24 године                                                           | 9879     |
| 37  | Женско становништво од 15 до 49 година                                                           | 51352    |
| 38  | Становништво са 60 и више година                                                                 | 8033     |
| 39  | Мушко становништво са 60 и више година                                                           | 3696     |
| 40  | Женско становништво са 60 и више година                                                          | 4337     |
| 41  | Однос између мушкараца и жена                                                                    | 95.21    |
| 42  | Становништво од нуле до 14 година                                                                | 55231    |
| 43  | Становништво од 15 до 64 године                                                                  | 113701   |
| 44  | Становништво од 65 година и више                                                                 | 4757     |
| 45  | Просечан број деце                                                                               | 2        |
| 46  | Становништво рођено у ентитету                                                                   | 72105    |
| 47  | Мушко становништво рођено у ентитету                                                             | 35793    |
| 48  | Женско становништво рођено у ентитету                                                            | 36312    |
| 49  | Становништво рођено у другом ентитету                                                            | 100938   |
| 50  | Мушко становништво рођено у другом ентитету                                                      | 48582    |
| 51  | Женско становништво рођено у другом ентитету                                                     | 52356    |
| 52  | Становништво од 5 година и више резидентно у ентитету у јуну 2005. године                        | 129169   |
| 53  | Мушко становништво старосног доба од 5 година и више, резидентно у ентитету у јуну 2005. године  | 62624    |
| 54  | Женско становништво старосног доба од 5 и више година, резидентно у ентитету у јуну 2005. године | 66545    |
| 55  | Становништво од 5 година и више које је живело у другом ентитету у јуну 2005. године             | 25718    |
| 56  | Мушко становништво старије од 5 година које је живело у другом ентитету у јуну 2005. године      | 12498    |
| 57  | Женско становништво старије од 5 година које је живело у другом ентитету у јуну 2005. године     | 13220    |
| 58  | Становништво од 3 године и више које говори аутохтони језик                                      | 1864     |
| 59  | Мушко становништво старо 3 године и више које говори аутохтони језик                             | 934      |
| 60  | Женско становништво старо 3 године и више које говори аутохтони језик                            | 930      |
| 61  | Становништво од 3 године и више које говори аутохтони језик и не говори шпански језик            | 13       |
| 62  | Мушко становништво старо 3 године и више које говори аутохтони језик и не говори шпански         | 7        |
| 63  | Женско становништво старо 3 године и више које говори аутохтони језик и не говори шпански језик  | 6        |
| 64  | Становништво старо 3 године и више које говори аутохтони језик и шпански                         | 1596     |
| 65  | Мушко становништво старо 3 године и више које говори аутохтони језик и шпански                   | 795      |
| 66  | Женско становништво старо 3 године и више које говори аутохтони језик и шпански                  | 801      |
| 67  | Становништво од 5 година и више које говори аутохтони језик                                      | 1844     |
| 68  | Становништво од 5 година и више које говори аутохтони језик и не говори шпански језик            | 11       |
| 69  | Становништво од 5 година и више које говори аутохтони језик и говори шпански језик               | 1587     |
| 70  | Становништво у домородачким домаћинствима                                                        | 5176     |
| 71  | Становништво са ограничењима у активностима                                                      | 6331     |
| 72  | Становништво са ограниченим ходањем или кретањем, горе или доле                                  | 3291     |
| 73  | Становници са ограничењима вида, чак и уз кориштење сочива                                       | 1957     |
| 74  | Становништво са ограничењима говора, комуникације или конверзације                               | 664      |
| 75  | Становништво са ограниченим слухом                                                               | 667      |
| 76  | Становништво са ограничењима при одевању, купању или јелу                                        | 440      |
| 77  | Становништво са ограничењима у опажању или учењу једноставних ствари                             | 451      |
| 78  | Становништво са менталним ограничењима                                                           | 678      |
| 79  | Становништво без ограничења активности                                                           | 166843   |
| 80  | Становништво од 3 до 5 година које не похађа школу                                               | 5381     |
| 81  | Мушко становништво од 3 до 5 година које не похађа школу                                         | 2730     |
| 82  | Женско становништво од 3 до 5 година које не похађа школу                                        | 2651     |
| 83  | Становништво од 6 до 11 година које не похађа школу                                              | 518      |
| 84  | Мушко становништво од 6 до 11 година које не похађа школу                                        | 297      |
| 85  | Женско становништво од 6 до 11 година које не похађа школу                                       | 221      |
| 86  | Становништво од 12 до 14 година које не похађа школу                                             | 575      |
| 87  | Мушко становништво од 12 до 14 година које не похађа школу                                       | 326      |
| 88  | Женско становништво од 12 до 14 година које не похађа школу                                      | 249      |
| 89  | Становништво од 15 до 17 година похађа школу                                                     | 7501     |
| 90  | Мушко становништво од 15 до 17 година похађа школу                                               | 3775     |
| 91  | Женско становништво између 15 и 17 година живота у школи                                         | 3726     |
| 92  | Становништво од 18 до 24 године похађа школу                                                     | 5067     |
| 93  | Мушко становништво од 18 до 24 године похађа школу                                               | 2476     |
| 94  | Женско становништво од 18 до 24 године похађа школу                                              | 2591     |
| 95  | Становништво од 8 до 14 година које не може да чита и пише                                       | 405      |
| 96  | Мушко становништво старосног доба од 8 до 14 година које не може да чита и пише                  | 244      |
| 97  | Женско становништво старосног доби од 8 до 14 година које не може да чита и пише                 | 161      |
| 98  | Становништво од 15 година и више које је неписмено                                               | 3153     |
| 99  | Мушко становништво од 15 година и више које је неписмено                                         | 1064     |
| 100 | Женско становништво од 15 година и више које је неписмено                                        | 2089     |
| 101 | Становништво старо 15 и више година без школовања                                                | 3929     |
| 102 | Мушко становништво старо 15 и више година без школовања                                          | 1470     |
| 103 | Женско становништво старо 15 и више година без школовања                                         | 2459     |
| 104 | Становништво старосног доба 15 и више година са непотпуним основним образовањем                  | 7494     |
| 105 | Мушко становништво старосног доба од 15 година и више са непотпуном основним образовањем         | 3245     |
| 106 | Женско становништво старосног доба 15 и више година са непотпуном основним образовањем           | 4249     |
| 107 | Становништво старо 15 и више година са комплетним основним образовањем                           | 16133    |
| 108 | Мушко становништво старо 15 година и више са комплетним основним образовањем                     | 6968     |
| 109 | Женско становништво старо 15 и више година са комплетним основним образовањем                    | 9165     |
| 110 | Становништво старосног доба 15 и више година са непотпуним средњим образовањем                   | 6717     |
| 111 | Мушко становништво старосног доба од 15 година и више са непотпуним средњим образовањем          | 3745     |
| 112 | Женско становништво старосног доба од 15 година и више са непотпуним средњим образовањем         | 2972     |
| 113 | Становништво старо 15 и више година са пуним секундарном образовањем                             | 34586    |
| 114 | Мушко становништво старосног доба од 15 година и више са пуним секундарном образовањем           | 17167    |
| 115 | Женско становништво старосног доба од 15 година и више са пуним секундарном образовањем          | 17419    |
| 116 | Становништво старије од 18 година са постосновним образовањем                                    | 45553    |
| 117 | Мушко становништво старије од 18 година са постосновним образовањем                              | 22344    |
| 118 | Женско становништво старије од 18 година са постосновним образовањем                             | 23209    |
| 119 | Просечна оцена школовања                                                                         | 9.39     |
| 120 | Просечан ниво образовања мушке популације                                                        | 9.55     |
| 121 | Просечан ниво образовања женског становништва                                                    | 9.25     |
| 122 | Економски активно становништво                                                                   | 71836    |
| 123 | Економски активна мушка популација                                                               | 46837    |
| 124 | Економски активна женска популација                                                              | 24999    |
| 125 | Становништво које није економски активно                                                         | 56916    |
| 126 | Мушко становништво које није економски активно                                                   | 15032    |
| 127 | Женско становништво које није економски активно                                                  | 41884    |
| 128 | Запослено становништво                                                                           | 68668    |
| 129 | Запослено мушко становништво                                                                     | 44466    |
| 130 | Запослено женско становништво                                                                    | 24202    |
| 131 | Незапослена популација                                                                           | 3168     |
| 132 | Незапослена мушка популација                                                                     | 2371     |
| 133 | Незапослена женска популација                                                                    | 797      |
| 134 | Становништво без права на здравствене услуге                                                     | 70119    |
| 135 | Становништво које има право на здравствене услуге                                                | 103402   |
| 136 | Становништво које има право на ИМСС                                                              | 61389    |
| 137 | Становништво које има право на социјално осигурање                                               | 17663    |
| 138 | Становништво које има право на државно социјално осигурање                                       | 3485     |
| 139 | Становништво које има право на опште осигурање или здравствено осигурање за нову генерацију      | 15860    |
| 140 | Становништво које је било једном или није било у браку током 12 година и више                    | 41459    |
| 141 | Венчано или уједињено становништво од 12 година и више                                           | 75470    |
| 142 | Становништво које је било у браку или уједињено 12 година и више                                 | 11966    |
| 143 | Становништво са католичком религијом                                                             | 142151   |
| 144 | Протестанти, еванђелисти и библијски следбеници различити од еванђелиста                         | 15153    |
| 145 | Становништво са другим религијама различитим од претходних                                       | 313      |
| 146 | Становништво без религије                                                                        | 7717     |
| 147 | Укупно пописаних домаћинства                                                                     | 44218    |
| 148 | Пописна домаћинства на челу са мушкарцима                                                        | 34458    |
| 149 | Пописна домаћинства на челу са женама                                                            | 9760     |
| 150 | Становништво у пописним домаћинствима                                                            | 173377   |
| 151 | Становништво у пописним домаћинствима на челу са мушкарцима                                      | 139773   |
| 152 | Становништво у пописним домаћинствима на челу са женама                                          | 33604    |
| 153 | Укупно домаћинстава                                                                              | 60963    |
| 154 | Укупно насељених домаћинстава                                                                    | 44666    |
| 155 | Укупно приватних кућа                                                                            | 60515    |
| 156 | Насељени приватни домови                                                                         | 44218    |
| 157 | Укупно насељених приватних кућа                                                                  | 44659    |
| 158 | Ненасељене приватне куће                                                                         | 12214    |
| 159 | Појединачна домаћинства за привремену употребу                                                   | 4083     |
| 160 | Становници у насељеним приватним кућама                                                          | 173377   |
| 161 | Насељеност станара у приватним становима                                                         | 3.92     |
| 162 | Просечно становника по соби у приватним насељеним домаћинствима                                  | 1.11     |
| 163 | Појединачна домаћинства са подовима од различитих материјала од земље                            | 43359    |
| 164 | Појединачна домаћинства у приземљу                                                               | 736      |
| 165 | Појединачна домаћинства са једном спаваћом собом                                                 | 18107    |
| 166 | Појединачна домаћинства са две спаваће собе и више                                               | 26035    |
| 167 | Појединачна домаћинства са једним собом                                                          | 2534     |
| 168 | Појединачна домаћинства са две собе                                                              | 9490     |
| 169 | Појединачна домаћинства са 3 собе и више                                                         | 32061    |
| 170 | Појединачна домаћинства која имају електрично светло                                             | 44072    |
| 171 | Појединачна домаћинства која немају електрично светло                                            | 68       |
| 172 | Појединачна домаћинства која имају водоводну воду у стамбеном простору                           | 42974    |
| 173 | Појединачна домаћинства која немају водоводну воду у стамбеном простору                          | 1135     |
| 174 | Појединачна домаћинства која имају тоалет                                                        | 44066    |
| 175 | Појединачна домаћинства која имају канализацију                                                  | 43985    |
| 176 | Појединачна домаћинства која немају канализацију                                                 | 126      |
| 177 | Појединачна домаћинства која имају електрично светло, довод воде из јавне мреже и канализацију   | 42798    |
| 178 | Појединачна домаћинства без икаквих услова                                                       | 133      |
| 179 | Појединачна домаћинства која имају радио                                                         | 40102    |
| 180 | Појединачна домаћинства која имају телевизор                                                     | 43480    |
| 181 | Појединачна домаћинства која имају фрижидер                                                      | 39032    |
| 182 | Појединачна домаћинства која имају машину за веш                                                 | 33316    |
| 183 | Појединачна домаћинства која имају аутомобил или комби                                           | 16577    |
| 184 | Појединачна домаћинства која имају рачунар                                                       | 14381    |
| 185 | Појединачна домаћинства која имају фиксну телефонску линију                                      | 22928    |
| 186 | Појединачна домаћинства која имају мобилни телефон                                               | 33635    |
| 187 | Појединачна домаћинства која имају приступ интернету                                             | 9239     |